# Geogarypus minutus
Geogarypus minutus är en spindeldjursart som först beskrevs av Albert Tullgren 1907.  Geogarypus minutus ingår i släktet Geogarypus och familjen Geogarypidae. Inga underarter finns listade i Catalogue of Life.